# Рой Сальвадорі
Рой Франческо Сальвадорі (англ. Roy Francesco Salvadori), (нар. 12 травня 1922 — пом. 3 червня 2012) — британський автогонщик, переможець 24 годин Ле-Мана 1959, пілот Формули-1.